# ليف لوسيف
ليف فلاديميروفيتش لوسيف (15 يونيو 1987 - 6 ماي 2009) (بالروسية: Лев Влади́мирович Ло́сев) هو شاعر وناقد أدبي روسي.

## مسيرته
ولد لوسيف في لينينغراد، وهو ابن الشاعر فلاديمير ليفشيتز. درس في مدرسة القديس بطرس الشهيرة في لينينغراد وتخرج من قسم الصحافة في جامعة لينينغراد الحكومية.
هاجر لوسيف إلى الولايات المتحدة في عام 1976. حصل على درجة الدكتوراه في اللغات والآداب السلافية من جامعة ميشيغان، وأصبح أستاذا للأدب الروسي في كلية دارتموث في هانوفر (نيوهامبشير)، وهو المنصب الذي شغله حتى وفاته بعد ثلاثين عامًا. في سنواته الأخيرة، كان لوسيف شخصية إذاعية روسية ومؤلفًا غزير الإنتاج، حيث كتب أعمالًا شعرية في الأدب الروسي.
توفي لوسيف بتاريخ 6 مايو 2009، في هانوفر (نيوهامبشير).

## روابط خارجية
- http://www.vavilon.ru/texts/prim/losev0.html
- http://www.rvb.ru/np/publication/02comm/10/07losev.htm
- Photographs of Loseff
- Book review of Loseff's biography of يوسف برودسكي.
- Interview with Loseff in أجانيوك  [لغات أخرى]‏ magazine.
- http://levloseff.blogspot.com/
- "Joseph Brodsky: A Literary Life by Lev Loseff" in Quarterly Conversation